# Saltimbocca
El saltimbocca (en italià dialectal: salt 'im bocca!, «salt a la boca») és un plat tradicional de la cuina italiana, molt típic de la ciutat de Roma.
És elaborat amb vedella, pernil (prosciutto) i fulles de sàlvia enrotllats i cuinats amb vi blanc sec, mantega i, ocasionalment, s'acompanya amb tàperes. Acostuma a denominar-se amb el nom complet de saltimbocca alla romana.